# TNT (rete televisiva)
TNT (sigla di Turner Network Television) è un canale televisivo a pagamento via cavo statunitense fondato dal magnate delle telecomunicazioni Ted Turner. Di proprietà della Warner Bros. Discovery. 
Lo scopo originario del canale era quello di trasmettere gli spillover del canale gemello TBS trasmettendo film classici e programmi Tv; tuttavia, dal giugno 2001, la programmazione del canale consiste nelle serie televisive e lungometraggi incentrati sul dramma, insieme ad alcuni eventi sportivi professionali (come le partite di basket della National Basketball Association e di golf del Professional Golfer Association of America).
A partire da gennaio 2016, TNT è disponibile per 92,9 milioni di famiglie nel mercato interno americano.

## Storia
Il primo programma trasmesso da TNT fu il film Via col vento il 3 ottobre 1988. Ad oggi, su TNT vengono trasmesse le partite della NBA e gare del circuito NASCAR, oltre a diverse serie televisive e programmi del passato. In passato vi hanno trovato spazio anche le partite della NFL (nel periodo 1990 - 1997) e WCW Monday Nitro, il programma dagli indici di ascolto più alti su una TV via cavo. Trasmette anche in chiaro.

## Programmazione

### Sport
La TNT Sports principalmente consiste nel trasmettere le partite della NBA e della NASCAR on TNT. La NBA on TNT (con in studio Ernie Johnson, Kenny Smith, e Charles Barkley) trasmette la NBA dal 1988 in associazione con la sua consociata TBS. Mentre la NASCAR è arrivata su TNT a partire dal 2001, prima trasmessa su TBS poi su TNT. Dal 2001 al 2006, è stato diviso con NBC e con Fox il pacchetto televisivo; invece, a partire dal 2007, la TNT trasmette solo 6 gare estive denominate NASCAR on TNT SummerSeries. Attualmente TNT ha anche i diritti di due major di golf: il The Open Championship ed il PGA Championship.
TNT potrebbe trasmettere anche la MLB, ma a partire dall'ottobre 2007 ci fu un conflitto con la TBS, che trasmette la partita della domenica alle 13:00 Eastern time al posto della TNT.
TNT ha trasmesso nel 2001 la Bank of America 500 (una gara NASCAR ) presa dalla NBC perché essa aveva l'Operation Enduring Freedom.

## TNT HD
TNT HD è una tv via-cavo di proprietà della Time Warner che trasmette 24/7. TNT HD è una televisione in alta definizione che manda in onda, in contemporanea, i programmi di TNT, inclusi gli eventi sportivi in diretta, le serie TV, gli speciali e i telegiornali. TNT HD è criticata perché trasmette ancora in 4:3 e non in 16:9 come fanno molte altre televisioni in HD, infatti da molti telespettatori è stata soprannominata stretch-o-vision; Tutto ciò implica che alcuni oggetti siano spostati molto a destra nello schermo: per esempio, il logo della TNT stessa viene tagliato quasi tutto dallo schermo perché non entra nell'aspect ratio.

### Film in widescreen
Di seguito una lista di film che TNT HD trasmette in widescreen (non in stretch-o-vision):
- The Grudge
- Jerry Maguire
- Il Signore degli Anelli - La Compagnia dell'Anello
- Il Signore degli Anelli - Le due torri
- Il Signore degli Anelli - Il ritorno del re
- Titanic
- Forrest Gump

## Lista di programmi originali
- TNT Sunday Night Football (1990-1997)
- The Rudy and Gogo World Famous Cartoon Show (1995-1997)
- L.A. Heat (1996-1998)
- Babylon 5 (1998-1999)
- Crusade (1999)
- Monstervision (1993-2000)
- Bull (2000)
- WCW Monday Nitro (1995-2001)
- Witchblade (2001-2002)
- Salem's Lot (2004)
- Wanted (2005)
- Into the West (2005)
- Saved (2006)
- Nightmares and Dreamscapes: From the Stories of Stephen King (2006)
- Heartland (2007)
- The Company (2007)
- Raising the Bar(2008-2009)
- Wedding Day (2009)
- Trust Me (2009)
- Saving Grace (2007-2010)
- In Justice (2005-2006)
- Dark Blue (2009-2010)
- NBA on TNT (1988-in corso)
- NASCAR on TNT (2001-in corso)
- The Closer (2005-2012)
- Leverage - Consulenze illegali (2008-2012)
- Hawthorne - Angeli in corsia (2009-2011)
- Men of a Certain Age (2009-2011)
- Southland (2010-2013)
- Memphis Beat (2010-2011)
- Rizzoli & Isles (2010-2016)
- Franklin & Bash (2011-2014)
- Falling Skies (2011-2015)
- Dallas (2012-2014)
- Perception (2012-2015)
- Legends (2014-2015)
- Major Crimes (2012-2018)
- The Last Ship (2014-2018)
- Public Morals (2015)
- Proof (2015)
- Murder in the First (2014-2016)
- Animal Kingdom (2016-2022)
- Claws (2017-2022)
- L'alienista (2018)
- Harrow (2018-2021)
- I Am the Night (2019)
- AEW Wednesday Night Dynamite (2019- 2023)
- AEW Saturday Night Dynamite (2023-in corso)
- Snowpiercer (2020-2024)

## Loghi

Logo di TNT utilizzato dal 1988 al 1995
Logo di TNT utilizzato dal 1995 al 2001
Logo di TNT utilizzato dal 2001 al 2008
Logo di TNT utilizzato dal 2008 al 2016
Logo in uso dal 2016